# Saprinus chalcites
Saprinus chalcites es una especie de escarabajo del género Saprinus, familia Histeridae. Fue descrita científicamente por Illiger en 1807.
Se distribuye por la subregión del Mediterráneo, África, península arábiga, Asia Central, India y Birmania; introducido en Australia. Suele ser encontrado sobre cadáveres y con menos frecuencia en estiércol.